# Bulbophyllum farinulentum
Bulbophyllum farinulentum är en orkidéart som beskrevs av Johannes Jacobus Smith. Bulbophyllum farinulentum ingår i släktet Bulbophyllum och familjen orkidéer.

## Underarter
Arten delas in i följande underarter:
- B. f. densissimum
- B. f. farinulentum